# 弗雷努瓦
弗雷努瓦（法語：Frénois，法語發音：[fʁenwa] ⓘ）是法国科多尔省的一个市镇，属于第戎区。

## 地理
弗雷努瓦（47°31'47"N, 4°53'29"E）面积21.96 平方千米，位于法国勃艮第-弗朗什-孔泰大區科多尔省，该省份为法国中东部省份，北起奥布省，西接涅夫勒省和约讷省，南至索恩-卢瓦尔省，东南接汝拉省，东临上索恩省，东北部与上马恩省接壤。
与弗雷努瓦接壤的市镇（或旧市镇、城区）包括：萨利沃、库尔蒂夫龙、弗朗什维尔、拉马热勒、莱里、莫卢瓦。

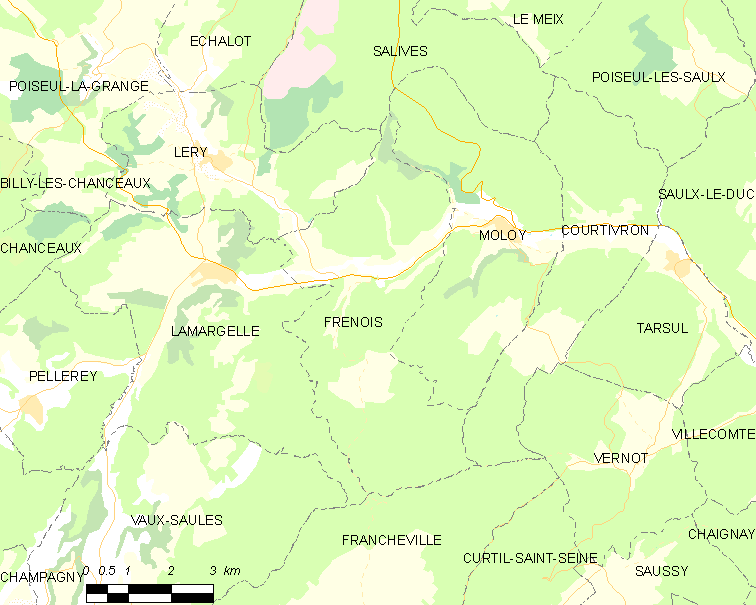
弗雷努瓦的OSM定位图

弗雷努瓦的时区为UTC+01:00、UTC+02:00（夏令时）。

## 行政
弗雷努瓦的邮政编码为21120，INSEE市镇编码为21286。

## 政治
弗雷努瓦所属的省级选区为蒂耶河畔伊斯县。

## 人口

1962-2008年间弗雷努瓦人口变化图示

弗雷努瓦于2022年1月1日时的人口数量为93人。